# Pasul Hera
Pasul Hera este o trecătoare situată în Depresiunea Maramureșului între valea Vișeului și valea Ronișoarei, mai precis între Petrova (aflată la sud-est) și Rona de Sus (aflată la nord-vest). Altitudinea pasului este de 665 m.

## Date geografice
Pasul este traversat de DN18, pe porțiunea dintre Vișeu de Sus și Sighetu Marmației. Cea mai apropiată stație de cale ferată este cea din Petrova, pe linia Sighetu Marmației-Salva.

## Oportunități turistice de vecinătate
- Parcul Natural Munții Maramureșului
- Rezervația Naturală Pădurea Ronișoara
- Lacurile sărate de la Coștiui
- Mânăstirea „Izvorul Tămăduirii” Petrova
- Defileul Vișeului dintre Bistra și Valea Vișeului